# Guy Goma
Guy Goma (nascido em 1969) é um estudante de economia graduado pela Congo-Brazzaville que ganhou fama quando foi, acidentalmente, entrevistado na BBC News 24, um canal de televisão do Reino Unido, no dia 8 de Maio de 2006. Um filme sobre sua história já está sendo planejado.

## Entrevista
Goma estava esperando na recepção principal da BBC London para ser entrevistado para uma vaga de emprego. Enquanto isso, Guy Kewney, um especialista inglês em Internet, estava em outra área de recepção, conhecida como Stage Door, se preparando para uma entrevista ao vivo que teria como assunto o caso jurídico da Apple Computer sobre o nome da gravadora dos Beatles, Apple Corps. O produtor que foi chamar Kewney, no entanto, se dirigiu para a recepção errada. Sem saber como era Kewney, o produtor perguntou à recepcionista qual daqueles cavalheiros era Guy Kewney. Ela apontou para Guy Goma. Ele se aproximou de Goma e perguntou se ele era Guy Kewney. Ouvindo seu primeiro nome, mas talvez acreditando que "Kewney" fosse um erro de pronúncia do seu sobrenome, Goma respondeu que sim. Goma foi levado ao estúdio do News 234. A BBC colocou maquiagem nele e o levou para o estúdio de TV, onde ele ficou sentado em frente às câmeras e segurando um microfone. Embora achando a situação extremamente incomum, ele estava preparado para dar o melhor de si no que acreditava ser sua entrevista para o emprego.
Quando foi apresentado pela apresentadora Karen Bowerman como o especialista em Internet Guy Kewney, Goma se mostrou visivelmente chocado e percebeu finalmente o sério desentendimento que ocorria. Agora ciente do fato de que estava ao vivo na TV, e não querendo fazer uma cena agora que a entrevista já havia começado, ele simplesmente seguiu atuando, dando seu melhor (em seu difícil inglês com sotaque francês) para responder às questões da entrevista sobre o caso Apple Corps v. Apple Computer e suas implicações na indústria da música. Além da expressão facial inicial, a entrevista pareceu ligeiramente breve para muitos espectadores, e mais ainda aquele desconhecido Kewney. Neste meio tempo, Kewney, ainda na sala de espera, viu, chocado, Goma sendo entrevistado em seu lugar (embora ele não conseguisse escutar o som).

## Mais tarde
Depois que a entrevista foi ao ar, foi noticiado (até pela própria BBC), que Goma seria um motorista de taxi.

## Tradução da entrevista
Karen Bowerman: Bem, Guy Kewney é editor do website de tecnologia Newswireless.
Goma: (Cara de terror)
KB: Olá, Bom dia.
Goma: Bom dia.
KB: Você ficou surpreso por vir dar sua opinião hoje?
Goma: Eu estou muito surpreso de ver... que venham pedir a minha opinião, porque eu não estava esperando isso. Quando cheguei, disseram-me alguma outra coisa e eu fui entrando. Você tem uma entrevista, e pronto. Então, é uma grande surpresa.
KB: Uma grande surpresa, han, claro.
Goma: Exatamente.
KB: Com relação aos custos envolvidos, você acha que agora mais pessoas estão fazendo downloads online?
Goma: Na verdade, se você pode ir para qualquer lugar, você está pronto para ver as pessoas fazendo downloads da Internet e websites, e tudo que eles querem. Mas eu acho... eh... que é muito melhor para o desenvolvimento e... eh... informar as pessoas o que eles querem da forma mais rápida e fácil se eles estão procurando.
KB: Isto realmente parece ser o caminho que a indústria musical está seguindo, que as pessoas querem entrar num website e fazer o download da música.
Goma: Exatamente. Você pode ir em qualquer lugar num cybercafe, e você pode pegar... fazer isso facilmente. Está se tornando uma maneira fácil para qualquer pessoa pegar qualquer coisa na Internet.
KB: Guy Kewney, muito obrigado mesmo.

## Aparições futuras
Em 16 de Maio de 2006, Goma apareceu no Channel 4 News e o apresentador brincou — apresentando Goma como um cidadão venezuelano, um advogado e um médico — em assuntos sobre Hugo Chávez, o tratamento dado a prisioneiros na Inglaterra, e a procura por tratamento médico.
No mesmo dia, ele também apareceu novamente na BBC News 24, mas desta vez em uma entrevista planejada, para falar sobre sua experiência.
Pouco depois, ele apareceu no GMTV, ITV e no programa da BBC Friday Night with Jonathan Ross. Ele também figurou como uma celebridade da TV no programa Prince's Trust 30th Birthday Celebration, no dia 20 de Maio de 2006. No Domingo, dia 21, Guy foi entrevistado no Channel 4 sobre sua experiência.

### Video
- Second BBC interview
- Channel 4 interview
- GMTV interview
- availability.tv Viral Advert

### Audio
- Story from NPR All Things Considered program, May 15, 2006